# Botte napoleonica
La Botte Napoleonica è un imponente manufatto idraulico realizzato nel XIX secolo, al fine di far defluire le acque di scolo della bassa pianura modenese, mantovana e ferrarese convogliate nel canale di Burana e, attraverso il  Po di Volano, direttamente nel  mar Adriatico   .La botte sifone permette al canale di Burana di scorrere al di sotto del fiume Panaro, bypassando in tal modo anche il Po.

## Storia

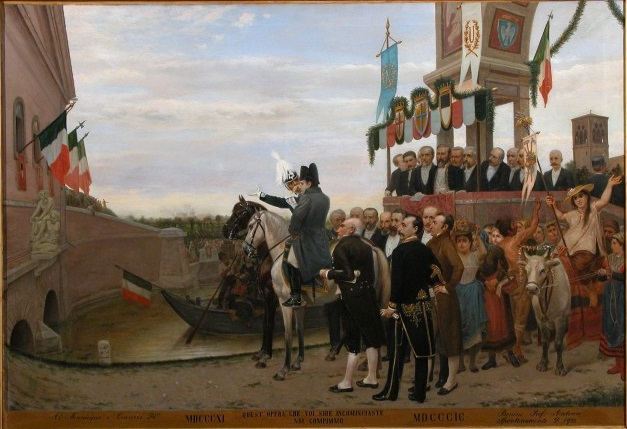
Antonio Benini, Allegorica inaugurazione della Bonifica di Burana (Pinacoteca civica "Galileo Cattabriga", Bondeno)

Progettata all'inizio degli anni 1800 durante il periodo napoleonico del Regno italico, da cui il nome dell'opera idraulica, venne realizzata nel 1811-1813 per decreto di Napoleone I, ma a causa di vicissitudini varie venne inaugurata solo il 25 febbraio 1899, al completamento del piano generale di bonifica della zona.
La botte napoleonica giocò un ruolo fondamentale per evitare le disastrose inondazioni dei fiumi Secchia e Panaro che devastarono l'economia rurale della bassa modenese nella seconda metà del XX secolo, oltre a portare un notevole incremento delle condizioni di salubrità degli ambienti paludosi della bassa pianura padana centrale.

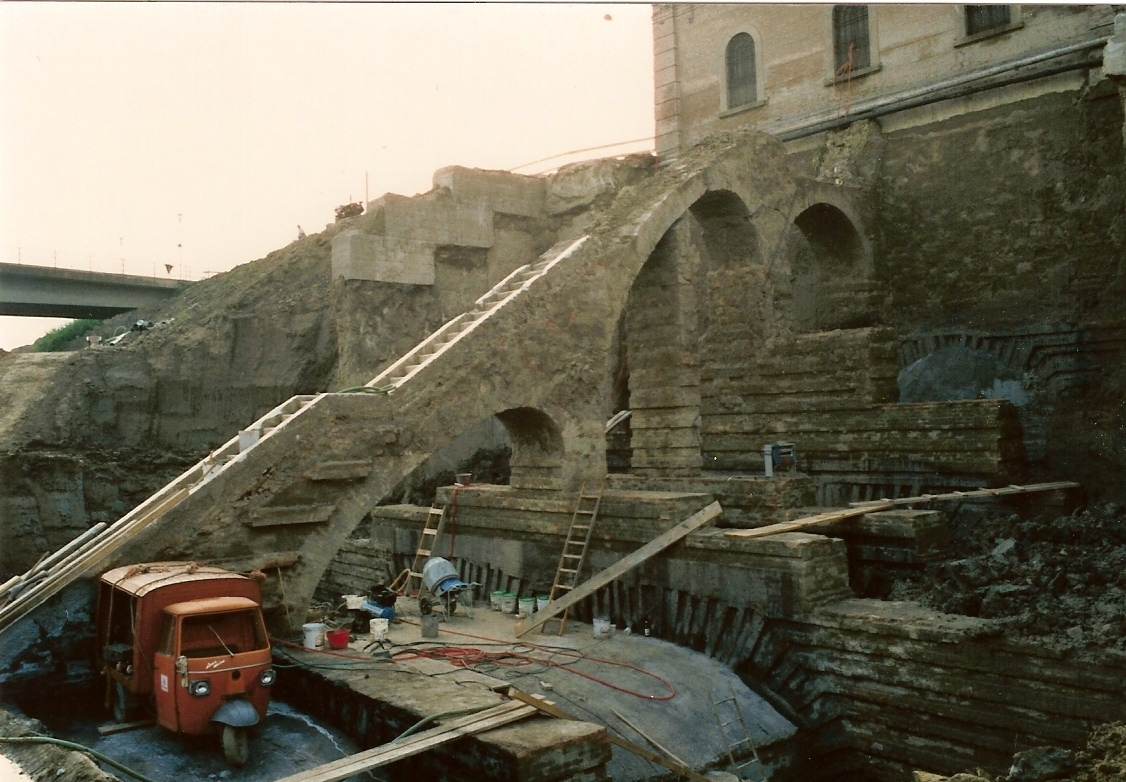
La struttura della botte, con in primo piano la scala idrometrica, durante i lavori di impermeabilizzazione

Di fondamentale importanza nell'evoluzione della funzione della struttura è stato l'intervento di restauro iniziato nel mese di maggio 1987, a seguito di riscontrate fuoriuscite di aria nelle acque del fiume Panaro in corrispondenza dell'attraversamento della Botte Napoleonica, notate già dall'estate 1983.
Questo radicale intervento di ristrutturazione, della durata di un anno, ha compreso un restauro e impermeabilizzazione delle mura e della superficie esterna delle canne, e la fondamentale aggiunta di una controcanna in calcestruzzo armato, che garantisce ad una struttura lesionata in vari punti una rinnovata solidità, per assolvere in pieno alla sua funzione.

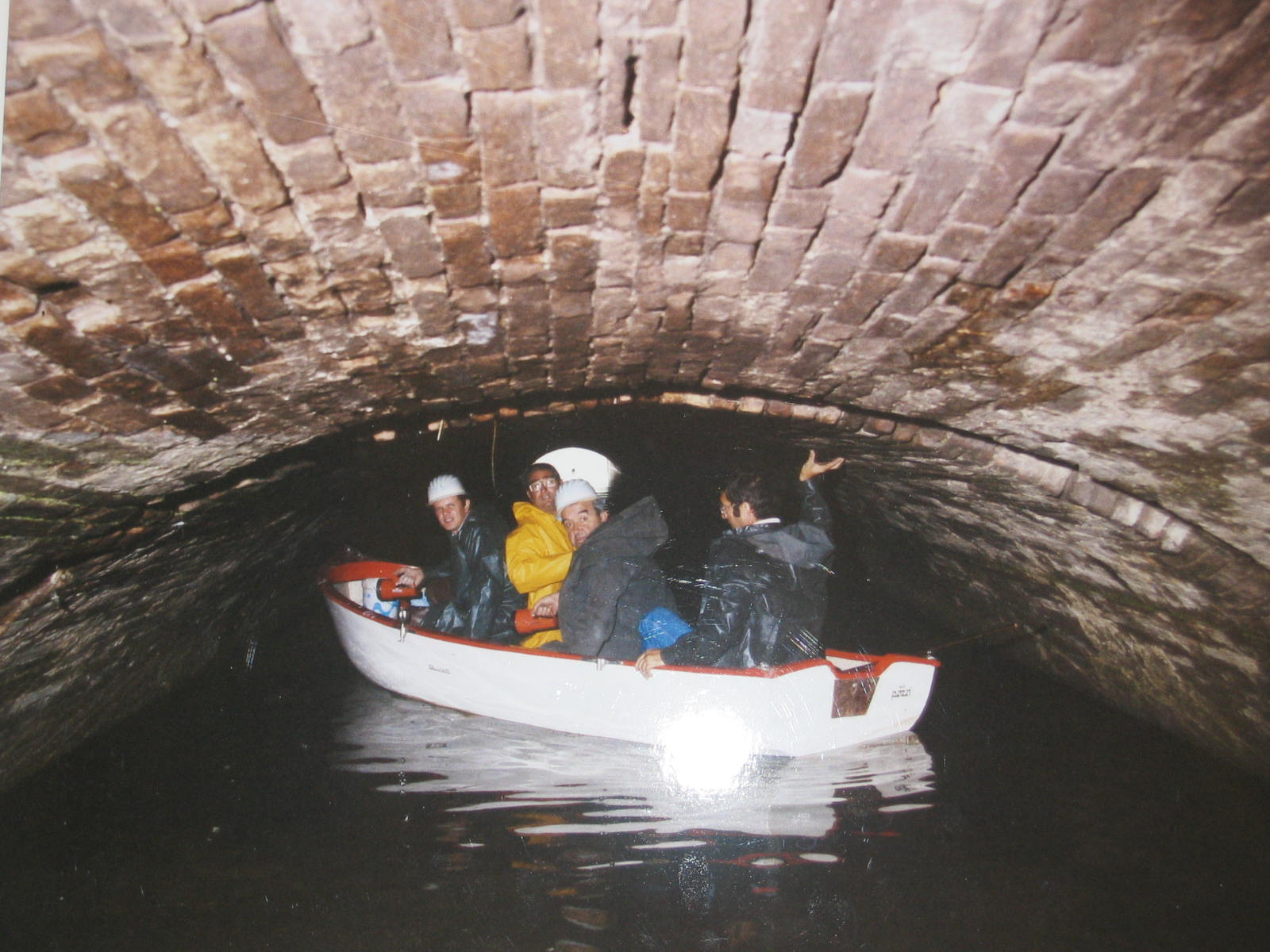
La Botte nel 1983
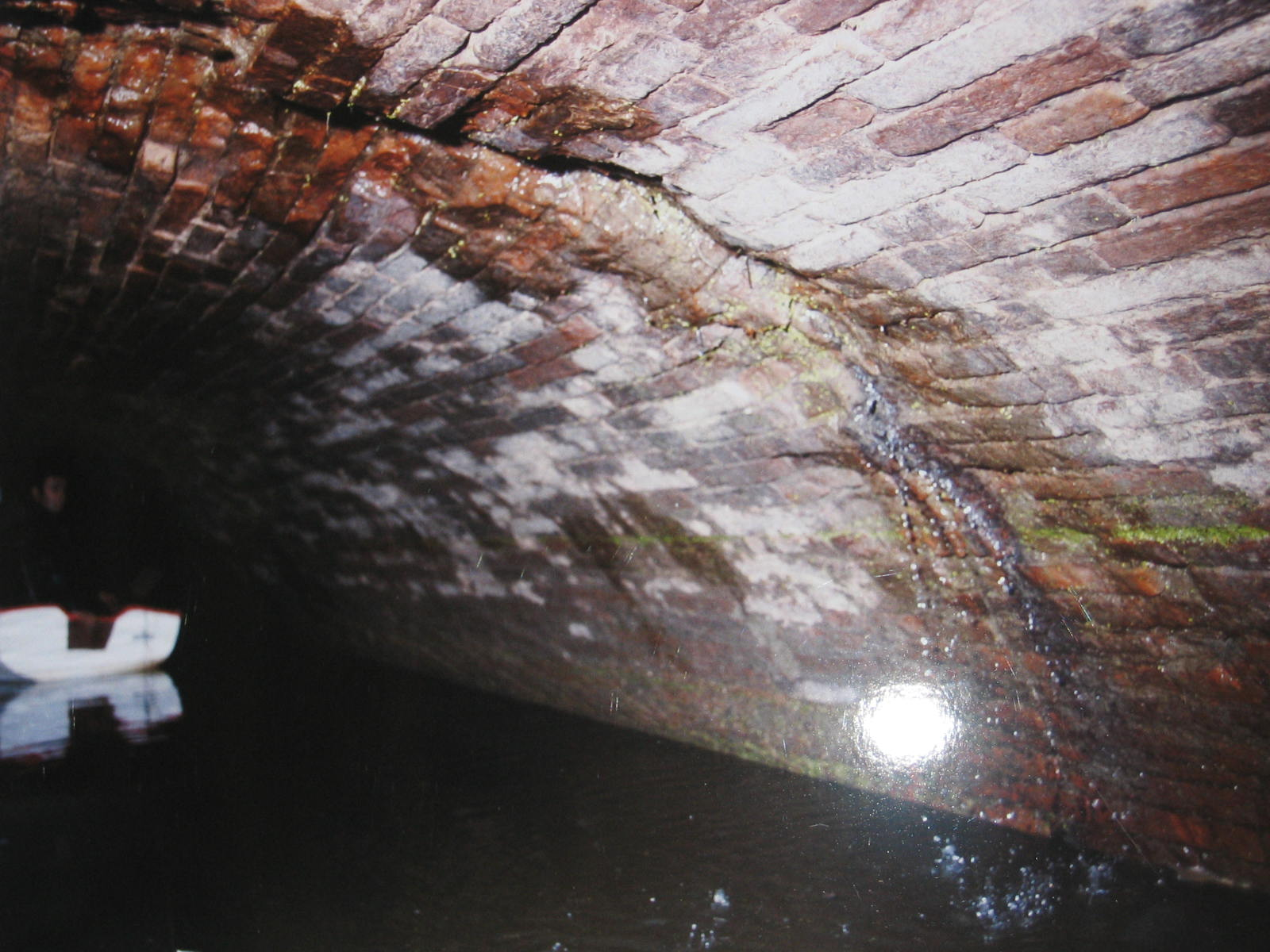
Interno della botte con lesioni della volta
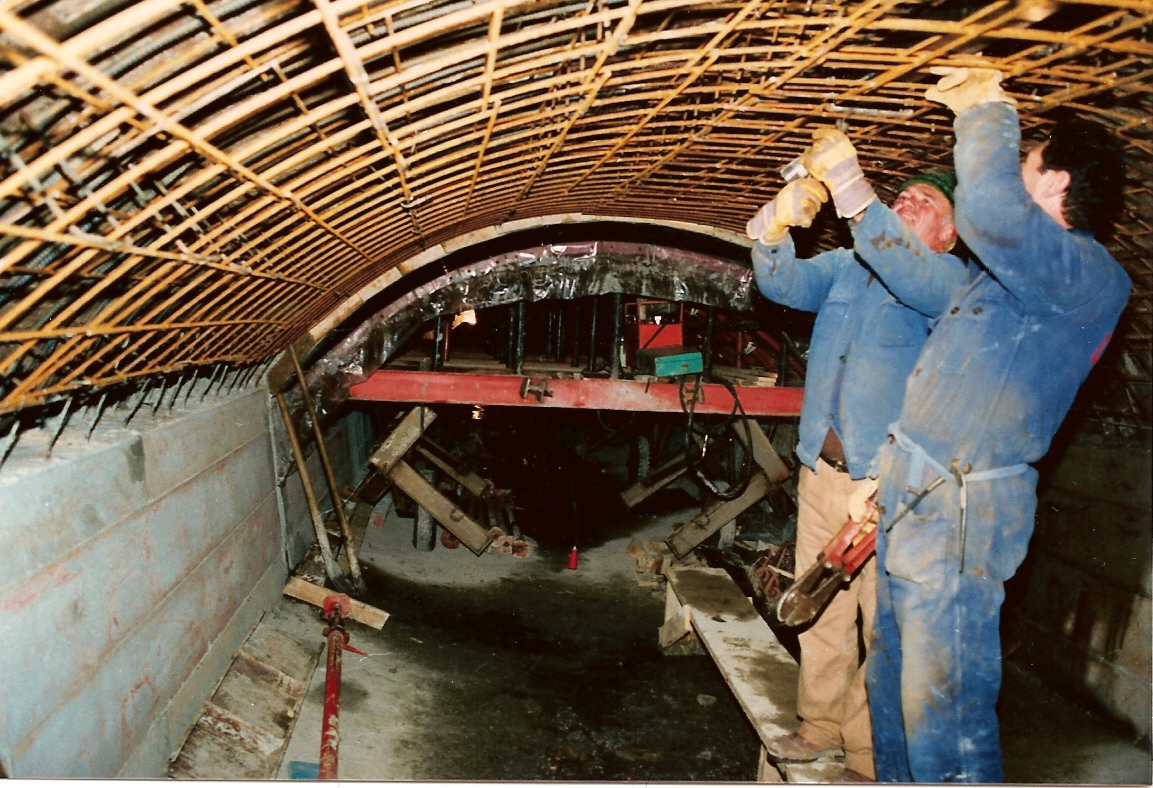
Aggiunta della volta in calcestruzzo armato
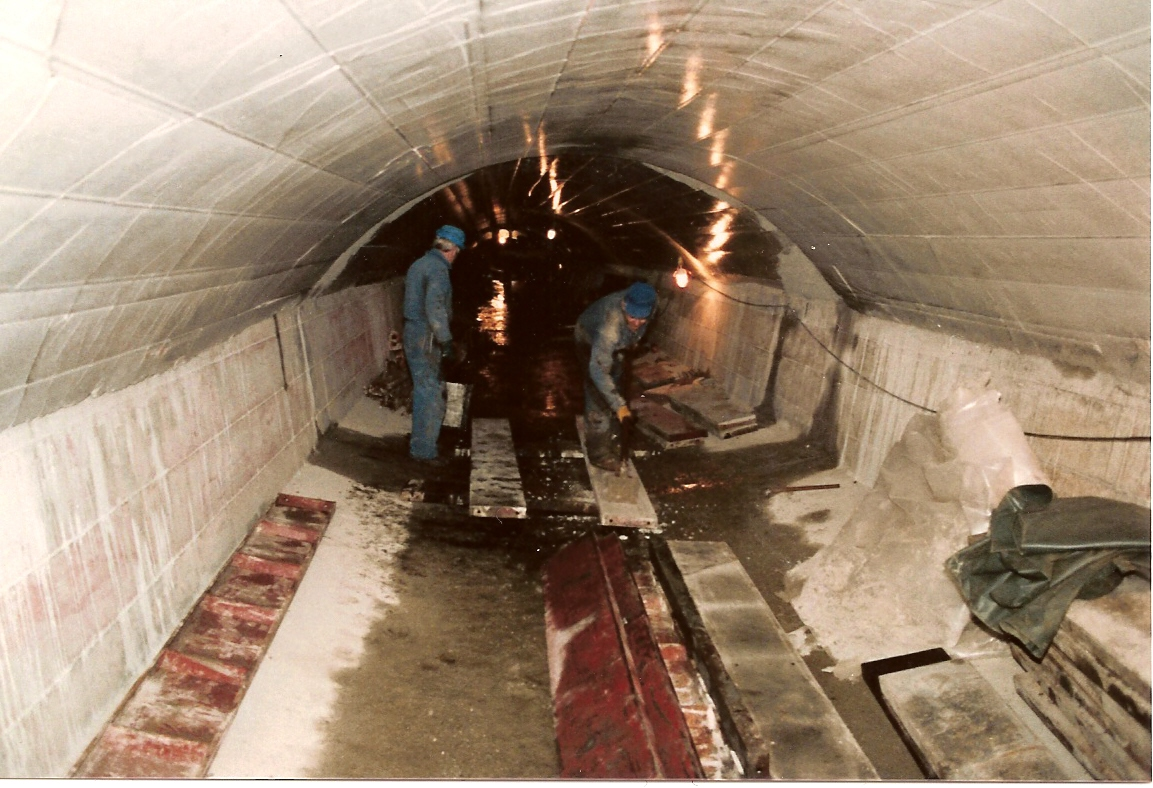
Controcanna in calcestruzzo armato ultimata

Singolare è che la Botte presenti, sotto una coltre di terra ed acqua, un duplice interesse: uno di carattere storico, essendo stata concepita ai primi del secolo XIX, e l'altra di carattere ingegneristico, per la sua funzione tuttora in essere .

## Caratteristiche

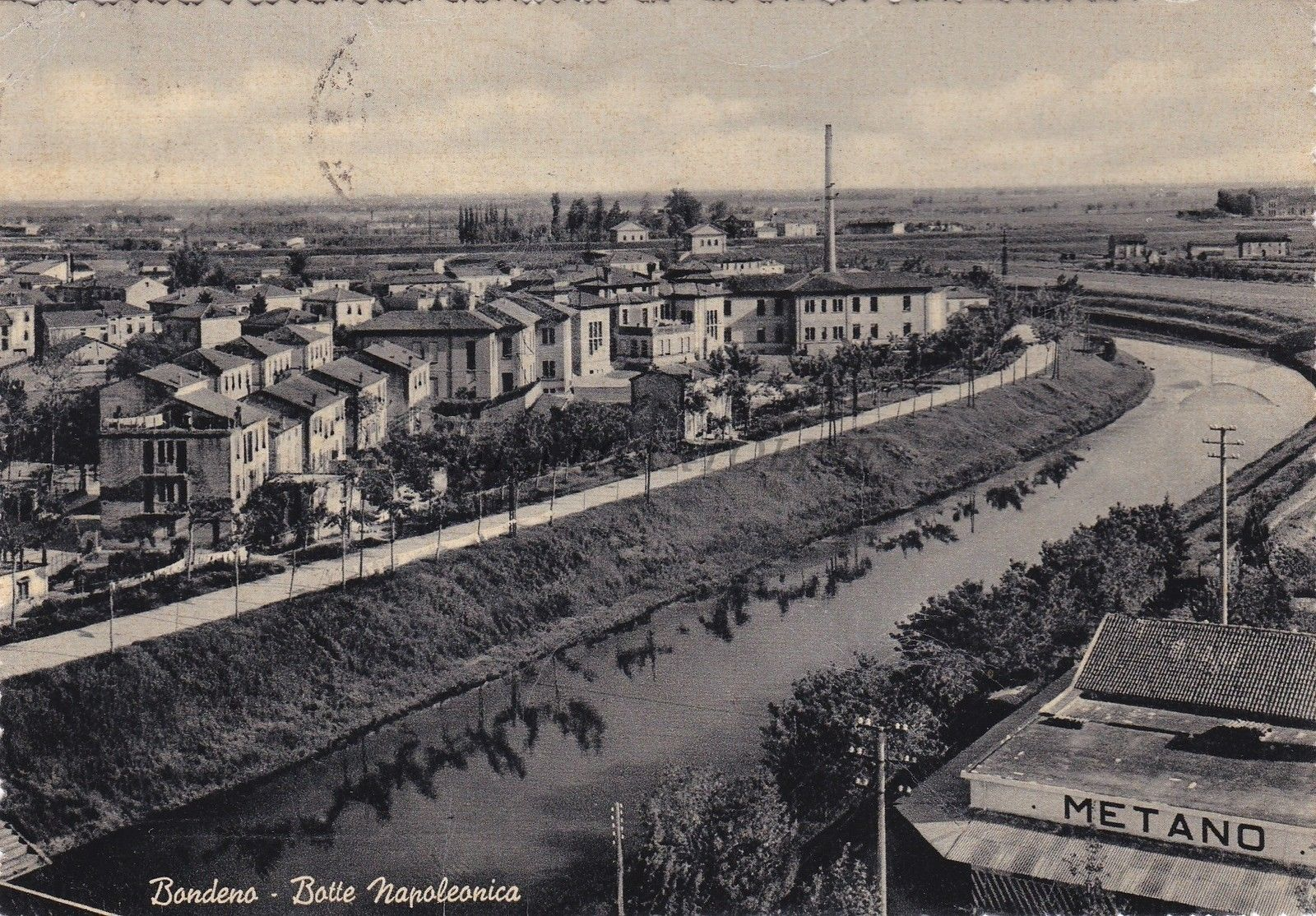
Bondeno e la botte napoleonica negli anni 1950

La botte napoleonica è costituita da una botte sifone composta da due canne lunghe 99 metri, alte 2,68 metri, larghe 4,20 metri ognuna ed inclinate dello 0,35%, collocate al di sotto del letto del fiume Panaro. Dopo il restauro del 1988 ogni canna ha subito un restringimento con la costruzione di una controcanna interna in calcestruzzo armato avente spessore di 30 cm. La portata complessiva è di circa 44 m³ d'acqua al secondo. Il funzionamento della botte sifone avviene per gravità grazie al principio del sifone invertito.
Presso entrambe le uscite delle canne sono stati realizzati degli edifici con frontale in stile dorico-romanico muniti di timpano che contengono delle paratie da cui è ispezionabile il deflusso delle acque.